# Варга, Барнабаш
Барнабаш Варга (венг. Varga Barnabás; 25 октября 1994 года, Сомбатхей, Венгрия) — венгерский футболист, нападающий клуба «Ференцварош» и сборной Венгрии. Участник чемпионата Европы 2024.

## Клубная карьера
Барнабаш Варга является воспитанником венгерского клуба «Халадаш». На профессиональном уровне футболист начал карьеру в Австрии, где с сезона 2016/17 выступал в клубе австрийской Бундеслиги «Маттерсбург». Большую часть времени Варга играл за дублирующий состав команды.
В 2020 году нападающий вернулся в Венгрию, где присоединился к клубу Второго дивизиона «Дьирмот». В команде Варга отличался высокой результативностью, и в 2022 году его пригласили в состав клуба Высшего дивизиона «Пакш».
Летом 2023 года Варга перешел в состав главного клуба Венгрии — «Ференцварош». И уже в первых матчах нового чемпионата страны нападающий отличился хет-триком, забив по три гола в ворота своего бывшего клуба «Пакш» и «Залаэгерсег». Также три гола Варга забил в матче квалификации Лиги конференций в ворота мальтийского «Хамрун Спартанс».

## Карьера в сборной
В марте 2023 года Барнабаш Варга получил вызов в состав национальной сборной Венгрии и в матче отбора к Евро-2024 против Болгарии футболист дебютировал в сборной.
Первый гол на международном уровне Варга отметился в июне 2023 года в ворота Литвы.
23 июня 2024 года на чемпионате Европы в матче 3 тура группового этапа против сборной Шотландии получил тяжёлую травму головы после столкновения с вратарём соперника Ангусом Ганном на 68 минуте.